# مبادرة وادي السلام
مبادرة وادي السلام Valley of Peace initiative هي جهد يهدف إلى تعزيز التعاون الاقتصادي بين إسرائيل والأردن وفلسطين من خلال الجهود والمشاريع المشتركة في وادي عربة. والذي يمتد على طول الجزء الجنوبي من الحدود بين إسرائيل والأردن. وقد حظيت باهتمام ودعم شخصي من شمعون بيريز. رئيس إسرائيل. وتضمنت المبادرة جهودًا مشتركة مستمرة من جانب القادة الإقليميين لإطلاق مشاريع صناعية واقتصادية مشتركة جديدة، من شأنها أن تخلق أعمالًا محلية جديدة ونموًا للوظائف، وتعزز التعاون المستمر.
بدأ الاقتراح الرسمي لمبادرة وادي السلام بمقترح مشترك في عام 2008 لبناء قناة بين البحر الأحمر والبحر الميت، وتحلية المياه، وإنتاج الطاقة الكهرومائية، وتحقيق الأرباح والمياه النظيفة والوظائف والتعاون الإقليمي غير المسبوق المحتمل. وانتهت الدراسة في عام 2013، وتم توقيع اتفاقية في العام نفسه بين إسرائيل والأردن والسلطة الفلسطينية للمضي قدماً في الخطة.

## انظر ايضا
- النقابات العمالية التي تربط بين إسرائيل وفلسطين
- معهد العربة للدراسات البيئية
- التحالف من أجل السلام في الشرق الأوسط

## روابط خارجية
- موقع المشروع بوزارة الخارجية اليابانية
- المدن الصناعية في السلطة الفلسطينية. موقع مركز بيريز للسلام
- الموقع الرسمي لهيئة تشجيع الاستثمار الفلسطينية نسخة محفوظة 17 مارس 2010 على موقع واي باك مشين..
- الموقع الرسمي لهيئة المدن الصناعية والمناطق الصناعية الحرة الفلسطينية.
- غرفة التجارة الإسرائيلية الفلسطينية
- الشراكة الأمريكية الفلسطينية وكالة رسمية لتعزيز الشراكة المشتركة وجهود التنمية الاقتصادية.
- مبادرة الاستثمار في الشرق الأوسط تعمل على تعزيز التنمية الاقتصادية والتعاون، بالتعاون مع المنظمات العامة والخاصة